# Eric Clapton

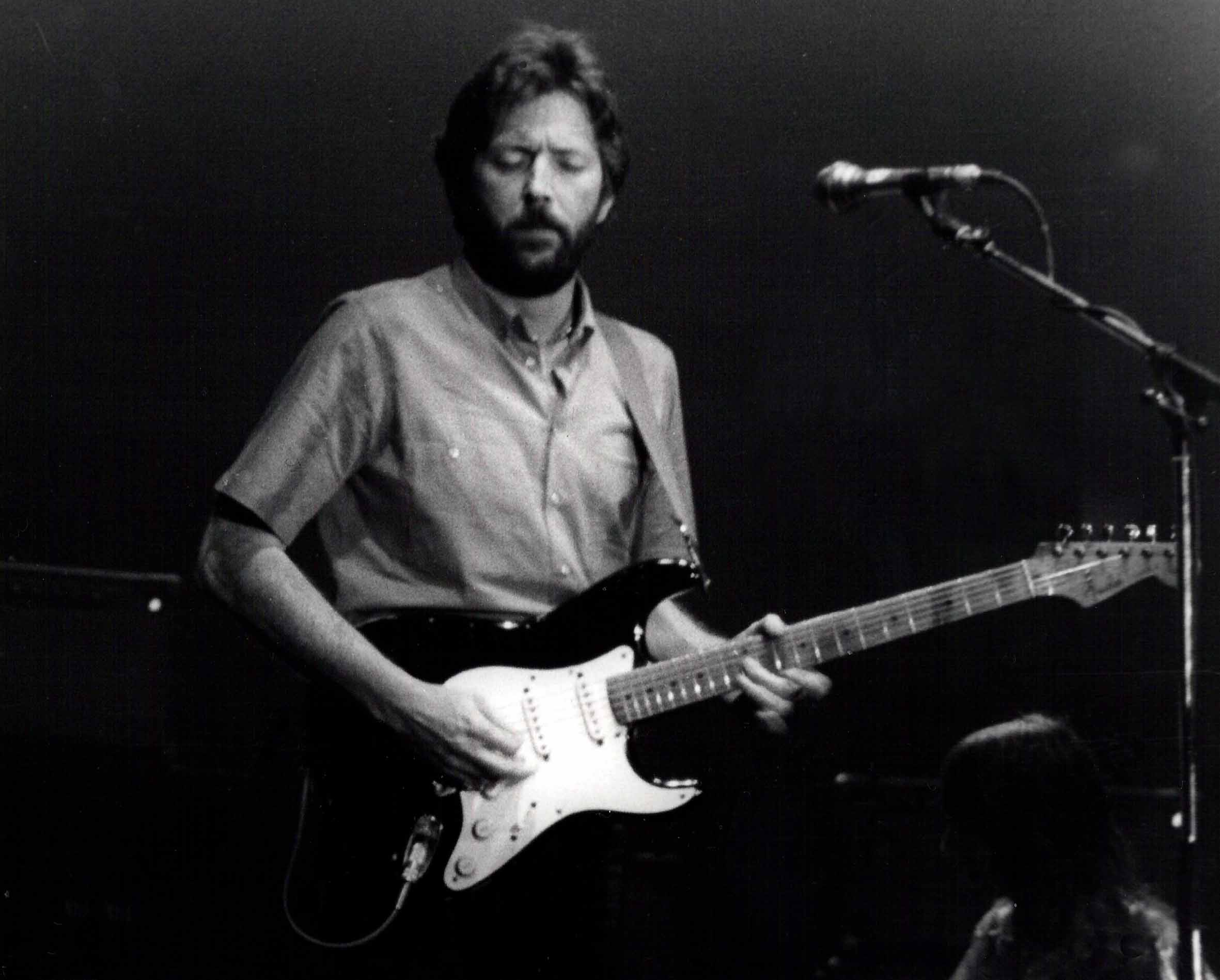
Eric Clapton 1974.

Eric Patrick Clapton CBE, född 30 mars 1945 i Ripley, Surrey, är en brittisk gitarrist och sångare.
Clapton ses av många som en av de allra största gitarristerna, bland annat rankades han som nummer två på tidningen Rolling Stones lista över de hundra största gitarristerna genom tiderna. Han är den enda musikern som valts in tre gånger i Rock and Roll Hall of Fame, dels med grupperna The Yardbirds 1992, Cream 1993 och dels som soloartist 2000. Till Claptons största hits hör "Layla", "Tears in Heaven", "Wonderful Tonight", en cover av Bob Marleys "I Shot the Sheriff", "Cocaine", en J.J. Cale-cover och "Change the World".
Claptons musik har alltid varit bluesinfluerad trots att han under 1970- och 1980-talet mest spelade popmusik. Under 2000-talet har han allt mer återvänt till bluesen och bland annat gjort en skiva med Robert Johnson-covers och samarbetat med B.B. King.

## Karriär
När han föddes var hans mor 16 år och hans far hade uppdrag som soldat så han växte upp med sin mormor och styvmorfar. Clapton började sin karriär som gitarrist i bluesgruppen The Yardbirds på 1960-talet. Han lämnade Yardbirds 1965 för att spela med John Mayall's Bluesbreakers. Under åren 1966–1968 var han medlem i supergruppen Cream tillsammans med Jack Bruce och Ginger Baker. 1968 tillfrågades Eric Clapton av George Harrison om han med sitt virtuosa gitarrspel kunde medverka vid Beatles inspelning av "While My Guitar Gently Weeps", vilket han också gjorde. 1969 var han med och bildade den mycket kortvariga gruppen Blind Faith. Han turnerade sedan med Delaney & Bonnie & Friends vilket resulterade i livealbumen On Tour with Eric Clapton och Delaney & Bonnie & Friends Live in Copenhagen, December 10th 1969.
1970 släppte Clapton sin kanske mest hyllade skiva, dubbelalbumet Layla and Other Assorted Love Songs med bandet Derek and the Dominos. Denna skiva har av många ansetts som ett av Claptons bästa album. År 1974 fick Clapton en stor hit med sin inspelning av Bob Marley-låten "I Shot the Sheriff". Det var under 1970-talet som Clapton var som mest populär, men han gjorde även en hel del material under 1980-talet. 1984 medverkade Clapton på Roger Waters soloalbum The Pros and Cons of Hitch Hiking, samt på den turné som följde. Clapton har även komponerat filmmusik till en rad filmer, bland andra Dödligt vapen-filmerna (tillsammans med Michael Kamen och David Sanborn).
Den 20 mars 1991 omkom Claptons fyraårige son Conor när han föll från fönstret till en lägenhet i New York på 53:e våningen, något som Clapton bearbetade genom att tillsammans med Will Jennings skriva den numera klassiska låten "Tears in Heaven". Låten fanns ursprungligen med i filmen Rush från 1991.
1992 spelade Clapton in albumet Unplugged i samarbete med MTV Unplugged som samtidigt spelade in en konsertfilm av sessionen.
År 1997 medverkade Clapton under pseudonymen "X-sample" i ett för honom udda projekt.  Tillsammans med Simon Climie spelade de in skivan Retail Therapy under namnet T.D.F. som är en akronym för Totally Dysfunctional Family. Albumet som är instrumentalt består av en blandning av rock, techno och världsmusik och är, enligt Claptons självbiografi, musik ursprungligen komponerad för en av Giorgio Armanis modeshower. Climie har efter detta i egenskap av producent, musiker och kompositör kommit att jobba med Clapton på flera album.
2004 arrangerade Clapton en gitarrfestival, Crossroads Guitar Festival i Dallas i Texas i USA. 2007 arrangerade han för andra gången Crossroads Guitar Festival, den här gången i Chicago i Illinois.
2005 återförenades Cream och gav en serie konserter i Royal Albert Hall.
Clapton har fortsatt med turnéer över i stort sett hela världen och även medverkat vid ett antal hyllningskonserter för avlidna och framstående musiker.
Eric Claptons självbiografi, med titeln Clapton - Självbiografin, publicerades på svenska år 2008, i översättning av Elisabet Fredholm.

### Musikinstrument
Fender Stratocaster är den gitarrmodell som Clapton huvudsakligen använder sig av sedan 1970. I början av karriären använde han bl a en Fender Telecaster och 1966 gick han över till att huvudsakligen spela på en Gibson Les Paul.  
I Cream använde han bl a en Gibson SG och en Gibson ES335.
Eric Clapton har tillägnats ett flertal s k signaturgitarrer, däribland en Fender Stratocaster som har försetts med en inbyggd boost-effekt som kan aktiveras genom att vrida på en av tonkontrollerna. 
Sin första Fender Stratocaster köpte han redan 12 maj 1967 och den började användas 1970 på den första soloskivan, under turnén med Derek and the Dominos samt på skivan Layla and Other Assorted Love Songs.
Under en konsert i Danmark 1974 använde han även en Telecaster.

## Utmärkelser
Asteroiden 4305 Clapton är uppkallad efter honom.

## Diskografi, solo

### Studioalbum
- 1970 – Eric Clapton
- 1974 – 461 Ocean Boulevard
- 1975 – There's One in Every Crowd
- 1976 – No Reason to Cry
- 1977 – Slowhand
- 1978 – Backless
- 1981 – Another Ticket
- 1983 – Money and Cigarettes
- 1985 – Behind the Sun
- 1986 – August
- 1989 – Homeboy (soundtrack)
- 1989 – Journeyman
- 1992 – Rush (soundtrack)
- 1994 – From the Cradle
- 1998 – Pilgrim
- 2000 – Riding with the King (med B.B. King)
- 2001 – Reptile
- 2004 – Me and Mr. Johnson
- 2004 – Sessions for Robert J
- 2005 – Back Home
- 2006 – The Road to Escondido (med J. J. Cale)
- 2010 – Clapton
- 2013 – Old Sock
- 2014 – The Breeze: An Appreciation of JJ Cale
- 2016 – I Still Do
- 2018 – Happy Xmas
- 2024 – Meanwhile

### Livealbum
- 1973 – Eric Clapton's Rainbow Concert
- 1975 – E.C. Was Here
- 1980 – Just One Night
- 1991 – 24 Nights
- 1992 – Unplugged
- 1998 – Eric Clapton: Live in Hyde Park
- 2002 – One More Car, One More Rider
- 2008 – Live at Budokan 2001

## Filmografi (urval)
- 1987 – Dödligt vapen
- 1989 – Dödligt vapen 2
- 1991 – Rush
- 1992 – Dödligt vapen 3
- 1998 – Dödligt vapen 4
- 1998 – Blues Brothers 2000
- 1999 – Berättelsen om oss